# سید علیرضا یاسینی
سید علیرضا یاسینی (زاده ۱۵ فروردین ۱۳۳۰ آبادان – درگذشته ۱۵ دی ۱۳۷۳ اصفهان) سرتیپ خلبان اف-۴ فانتوم نیروی هوایی ارتش جمهوری اسلامی ایران و رئیس ستاد آن نیرو از ۱۰ اسفند ۱۳۷۲ تا زمان فوت‌اش در ۱۵ دی۱۳۷۳ بود.
وی در سال ۱۳۴۸ وارد دانشگاه خلبانی نیروی هوایی شاهنشاهی ایران شد و پس از گذراندن دورهٔ مقدماتی پرواز با هواپیمای تی-۳۳ برای تکمیل دورهٔ تکمیلی به ایالات متحده آمریکا رفت. وی پس از بازگشت به ایران با درجهٔ ستوان دومی در پایگاه ششم شکاری بوشهر مشغول خدمت شد. یاسینی سرانجام در دی ۱۳۷۳ طی سانحه سقوط هواپیمای حاملش در فرودگاه شهید بهشتی اصفهان به همراه عده ای از فرماندهان عالی‌رتبه نیروی هوایی درگذشتند. پس از درگذشت به درجه سرلشکری ارتقا داده شد.

## جنگ ایران و عراق
با شروع جنگ ایران و عراق از جمله خلبانانی بود که در عملیات ۱۴۰ فروندی در حمله به خاک عراق نقش مهمی ایفا کرد. وی به علت شایستگی‌های نشان داده در ۱۰ اسفند ۱۳۷۲ به سمت رئیس ستاد و معاون هماهنگ‌کنندهٔ نیروی هوایی ارتش ایران منصوب شد و تا هنگام کشته شدن این سمت را بر عهده داشت. 
یاسینی در تاریخ ۱۵ دی ۱۳۷۳ در یک سانحهٔ هوایی به همراه چند تن از فرماندهان عالی‌رتبهٔ نیروی هوایی کشته شد. بزرگراهی را در تهران به یاد او نامگذاری نموده‌اند. رضا یاسینی که در سن ۱۷ سالگی در تنگه چذابه کشته شد، برادر علیرضا یاسینی می‌باشد.

## مسئولیت‌ها
- معاونت عملیات پایگاه سوم شکاری همدان
- فرمانده پایگاه‌های شکاری همدان و چابهار از سال ۱۳۶۳ تا ۱۳۶۵
- افسر هماهنگ‌کنندهٔ آموزش خلبانان ایرانی در پاکستان در سال ۱۳۶۴
- فرمانده پایگاه ششم شکاری بوشهر در سال ۱۳۶۷
- فرمانده منطقهٔ هوایی شیراز در سال ۱۳۷۱
- معاون هماهنگ‌کننده نیروی هوایی ارتش جمهوری اسلامی ایران از ۱۰ اسفند ۱۳۷۲ تا ۱۵ دی ۱۳۷۳[۵]